# Andrej Kokot
Andrej Kokot (* 23. November 1936 in Oberdorf (slowenisch Zgornja vas) bei Köstenberg, Gemeinde Velden am Wörther See (slowenisch Vrba ob jezeru); † 7. November 2012 in Klagenfurt) war ein Schriftsteller, Lyriker und Übersetzer der slowenischsprachigen Volksgruppe in Kärnten.

## Leben
Im Jahre 1942 wurde Andrej Kokot wegen seiner Zugehörigkeit zur slowenischen Volksgruppe mit seiner Familie von den Nationalsozialisten deportiert. In den Jahren 1942 bis 1945 war er mit seiner Familie in den Lagern Rehnitz, Rastatt und Gerlachsheim interniert. Sein Bruder Jožek Kokot wurde am 25. September 1944 im KZ Mauthausen erhängt. In den Frühlingsmonaten 1945 kehrte die Familie zurück nach Köstenberg.
Von 1963 bis 1980 war Andrej Kokot Sekretär des Slowenischen Kulturverbandes in Klagenfurt/Celovec. Ab dem Jahre 1980 bis ins Jahr 1991 arbeitete er als Kulturredakteur der slowenischsprachigen Zeitung „Slovenski vestnik“.
Andrej Kokot arbeitete auch als Übersetzer. Er übersetzte unter anderem Texte von Peter Handke, Erich Fried und Michael Guttenbrunner ins Slowenische. Andrej Kokot, der seine Werke in slowenischer Sprache schrieb, übersetzte auch seine eigenen Werke ins Deutsche.
Kokot lebte als Rentner in Klagenfurt/Celovec zusammen mit seiner Frau Milka Kokot.
Er wurde 1983 mit dem Preis des Prešeren-Fonds ausgezeichnet, der wichtigsten künstlerischen Auszeichnung Sloweniens.

## Werke
- Zemlja molči. Gedichte. Klagenfurt/Celovec, Drava, 1969.
- Ura vesti. Gedichte. Klagenfurt/Celovec, Drava, 1970.
- Ringaraja. Kindergedichte. Klagenfurt/Celovec, Drava, 1983.
- Das Kind das ich war. (slo. org. „Ko zori Spomin.“) Erinnerung an die Vertreibung der Kärntner Slowenen. Klagenfurt/Celovec, Drava, 1996.
- Pastirjevi rajmi. Gedichte im slowenischen Dialekt. Klagenfurt/Celovec, Drava, 1996.
- Koroški rožni venec. Ausgesuchte Gedichte. Klagenfurt/Celovec, Hermagoras/Mohorjeva, 2001.
- Pozabljeno sonce. Gedichte. Klagenfurt/Celovec, Drava, 2007.